# Provincia de Andong
Andong, (en chino: 安東省, pinyin: Āndōng shěng) también conocido como Antung (Wade-Giles), fue una antigua provincia del noroeste de China, ubicado en lo que fue una vez parte de Liaoning y Jilin. Limitaba al sureste con el río Yalu, que la separaba de Corea.

## Historia
La provincia de Andong fue creada en 1934 como un anto (provincia) del Estado de Manchukuo, cuando la antigua provincia de Fengtian fue dividida en tres partes: Andong, Fengtian y Jinzhou. Andong fue subdividida en 1939 en las provincias de Andong y Tonghua.
Después de la re-anexión de Manchukuo por la República de China luego del final de la Segunda Guerra Mundial, el Kuomintang reunió Andong y Tonghua, y continuó reconociendo el área como la Provincia de Andong. Sin embargo, bajo la administración de la República Popular de China, Andong fue abolida en 1954, y su área se dividió entre las provincias de Liaoning y Jilin.

## Administración
La capital de la provincia de Andong entre 1934 y 1939 fue Tonghua (en chino: 通化; Wade-Giles: T'unghua). Sin embargo después de la reorganización administrativa de 1939 la provincia, la capital se trasladó a Andong, una ciudad fronteriza importante entre Manchukuo y Corea, y un centro importante en el ferrocarril de Corea a Mukden.
El área de la provincia desde fue cercana a los 62160 km², con una población de más de 2,9 millones (a partir de junio de 1948).